# シュタイナー楕円

三角形のシュタイナー楕円。三角形の内部の線は中線であり、交点である重心はこの楕円の中心である。

任意の三角形 △ABC
シュタイナーの内接楕円
シュタイナーの（外接）楕円
長軸および短軸

幾何学における三角形のシュタイナー楕円（シュタイナーだえん）は、三角形の3頂点を通り重心を中心とする楕円である。名前はヤコブ・シュタイナーに由来する。シュタイナーの内接楕円との比較から、シュタイナーの外接楕円と呼ばれることもある。
シュタイナー楕円の面積は元の三角形の {\displaystyle {\frac {4\pi }{3{\sqrt {3}}}}}倍であり、シュタイナーの内接楕円の4倍である。三角形に外接する楕円（外接円を含む）のうち、最も面積が小さい。
以下の解説で特に説明がない場合、 a, b, c は三角形の3辺の長さを表す。

## 三角形上の座標による表記
シュタイナー楕円の三線座標による表記は、以下の式で表される。
{\displaystyle bcyz+cazx+abxy=0}
重心座標の場合は以下の式になる。
{\displaystyle yz+zx+xy=0}

## 軸と焦点
長軸と短軸の長さは以下の式で表される。
{\displaystyle {\frac {1}{3}}{\sqrt {a^{2}+b^{2}+c^{2}\pm 2Z}},}
焦点間の長さは以下になる。
{\displaystyle {\frac {2}{3}}{\sqrt {Z}}}
ただし、Ｚ は以下の式で表される値である。
{\displaystyle Z={\sqrt {a^{4}+b^{4}+c^{4}-a^{2}b^{2}-b^{2}c^{2}-c^{2}a^{2}}}.}
2つの焦点は Bickart points と呼ばれ、クラーク・キンバリングのBICENTRIC PAIRS OF POINTSではP(116),U(116)として登録されている。その重心座標は以下の式で表される。すなわち、
{\displaystyle V=2a^{2}b^{2}c^{2}Z^{3},W=b^{6}c^{6}+c^{6}a^{6}+a^{6}b^{6}-3a^{4}b^{4}c^{4}-(b^{4}c^{4}+c^{4}a^{4}+a^{4}b^{4})Z^{2},}
{\displaystyle f(a,b,c)=2(b^{2}-c^{2})(a^{4}-b^{2}c^{2}-a^{2}Z)+{\sqrt {V-W}}}
として、
{\displaystyle f(a,b,c):f(b,c,a):f(c,a,b)\;,\;f(a,c,b):f(b,a,c):f(c,b,a)}

## その他
- 外接円とは4点で交わる。このうち3点は頂点である。残りの1点はシュタイナー点である。
- 外接円錐曲線の一つである。
- シュタイナー内接楕円とは重心を共有するとともに相似の関係にあり、相似比は 2:1 であるとともに、両楕円の長軸および短軸はそれぞれ同一直線上に在る。したがって両楕円の焦点もまた同一直線上に在り、離心率は等しく、面積比は 4:1 である。